# 伍迪 (堪薩斯州)
伍迪（英語：Woodey）是位於美國堪薩斯州林肯縣的一個鬼鎮。

## 歷史
伍德的郵政局於1874年設立，直到1888年結束營運。

## 地理
伍迪所處的海拔為高於海平面421米（即1381英呎），而該地所採用的時區為UTC-6，即北美中部時區（CST）。同時該地設有夏令時間，為UTC-6調快一小時，即UTC-5（CDT）。